# White, Georgia
White är en ort i Bartow County i delstaten Georgia, USA.